# De magische rivier
De magische rivier (Engels: The Fabulous Riverboat) is een sciencefictionroman uit 1971 van de Amerikaanse schrijver Philip José Farmer.
De korte verhalen The Felled Star part 1 (juli 1967), The Felled Star part 2 (augustus 1967), The Fabulous Riverboat part 1 (juni 1971) en The Fabulous Riverboat part 2 (augustus 1971) die verschenen in het sf-tijdschrift If werden verwerkt tot de roman The Fabulous Riverboat, die door G. P. Putnam's Sons gepubliceerd werd in november 1971.

## Verhaal
Samuel Langhorne Clemens, die ook na zijn dood op aarde wakker werd aan de oevers van de rivier in Rivierwereld, heeft een droom. Hij wil een rivierboot bouwen die kan wedijveren met de raderstoomboten die ooit op de Mississippi vaarden. Hij hoopt uiteindelijk de verborgen bron van de rivier te ontdekken. Voordat hij zijn plan kan uitvoeren, moet hij op zoek naar een gevallen meteoor in de hoop het nodige metaal te vinden in deze metaalarme wereld. Deze missie vereist een opvallende alliantie met de bloeddorstige Viking Erik Bloedbijl, de verraderlijke koning John Lackland, de legendarische Franse zwaardvechter Cyrano de Bergerac, de Griekse avonturier Odysseus en de beruchte nazi Hermann Göring. Dit alles met het doel de onheilspellende stenen toren aan de monding van de rivier te bestormen, waar de almachtige opzieners van de rivierwereld zich zouden bevinden.